# Бієла (Чорногорія)
Бієла (чорн. Bijela/Бијела) — містечко (поселення) в Чорногорії, підпорядковане общині Херцеґ Нові. Чисельність населення становить 3 748 мешканців.

## Населення
Динаміка чисельності населення (станом на 2003—2011 роки):
- 1948 → 911
- 1953 → 1 122
- 1961 → 1 369
- 1971 → 1 710
- 1981 → 2 395
- 1991 → 3 029
- 2003 → 3 748
- 2011 → 3 691[2]

Національний склад містечка (станом на 2011 рік):
Слід зазначити, що останні переписи населення проводилися в часи міжетнічного протистояння на Балканах й тоді частина чорногорців солідаризувалася з сербами й відносила себе до спільної з ними національної групи.

## Судноремонтна корабельня
У Бієлі знаходиться Ядранско бродоградилиште Бијела — найбільша в Чорногорії судноремонтна корабельня, що виконує технічне обслуговування і ремонт суден.